# Ćiril od Skitopolisa
Ćiril od Skitopola (Skitopolis) (Κύριλλος ὁ Σκυθοπολίτης, Kyrillos ho Skythopolitēs; o. 525. – 559.) bio je grčki svećenik, redovnik i hagiograf. Znan je i kao Ćiril Scythopolitanus.
Rođen je oko 525. u gradu Skitopolu (Σκυθόπολις; danas Beit She'an). Njegov je otac bio Ivan, i bio je odvjetnik.
Ćiril je upoznao Sabu Posvećenog, učenika Eutimija Velikog. U Jeruzalemu je Ćiril upoznao svetog Ivana Isihasta.
544. Ćiril je stigao u samostan Eutimija znan kao Khan el-Ahmar.
555. Ćiril je došao u lavru sv. Sabe zajedno s drugim redovnicima te je umro u Velikoj lavri svetog Save.
Njegovo je najpoznatije djelo Peri tou Megalou Euthymiou Syngraphē („Spisi o Eutimiju Velikom“).